# Commandement conjoint de composante opérations spéciales
Le Commandement conjoint de composante opérations spéciales, en anglais Composite Special Operations Component Command, ou C-SOCC, est une structure de commandement conjointe non-permanente des forces spéciales belge, danoise et néerlandaises, qui a atteint  une capacité opérationnelle initiale en octobre 2019.

## Historique
La création de ce C-SOCC a été annoncée dans « La vision stratégique pour la Défense », publiée le 29 juin 2016 par le ministère belge de la Défense.
Une lettre d'intention est signée, en février 2017, par les ministres de la défense Steven Vandeput (Belgique), Ank Bijleveld (Pays-Bas) et Claus Hjort Frederiksen (Danemark).
Les ministres de la Défense des trois pays ont signé ensuite un mémorandum d'entente le 7 juin 2018, à l'occasion de la réunion des ministres de la Défense des pays membres de l'OTAN, prévu pour commencer ses activités en 2019 et être pleinement opérationnel en 2021.
Le C-SOCC devait à l’origine inclure le Canada, qui a ensuite abandonné le projet pour se recentrer sur d’autres priorités et en raison de la difficulté d’établir une coopération transatlantique.

## Missions
La création de ce C-SOCC permettra aux trois pays associés d'atteindre la taille critique pour fournir, un an sur quatre, une structure de commandement « forces spéciales » affectée à la Force de réaction de l'OTAN (NRF, pour « NATO Reaction Force »). Le C-SOCC sera principalement activé pour des opérations de l'OTAN, mais également pour d'autres missions internationales

## Moyens
Son commandement se situe à Mons, où se trouve le Quartier général des opérations spéciales de l'OTAN (NSHQ, pour « NATO Special forces Headquarters  »), colocalisé avec le Grand Quartier général des puissances alliées en Europe (SHAPE, pour « Supreme Headquarters Allied Powers Europe »). Il n'est pas permanent mais entre en action en cas d'opération ou d'entraînement. Il comptera fin 2020 125 membres, dont 41 Belges du Commandement des opérations spéciales (SOCOM) belge mis en place à la mi-2017 comprenant le Special Forces Group, des membres du commandement des opérations spéciales danois (da) et des néerlandais des Korps Commandotroepen (en) et Netherlands Maritime Special Operations Forces.
Il est commandé initialement par le Danemark jusqu’à fin 2021 et peut déployer six groupes d'opérations spéciales et un groupe aérien spécial.